# Sesamia cretica
Sesamia cretica là một loài bướm đêm trong họ Noctuidae.